# Ясли (звезден куп)
Яслите (лат. Praesepe), или M44, са разсеян звезден куп в границите на съзвездието Рак. M44 е видим и с просто око, като слабо мъгляво петно. Легенди за него се срещат в древногръцката митология, за него споменава Птолемей, този куп е и един от първите обекти, изучавани с телескоп от Галилей.
По много параметри купът прилича на Хиядите, например еднаквите, по големина и посока лъчеви скорости, и сходната възраст. И в двата купа се срещат червени гиганти и бели джуджета, а и най-ярките звезди са от спектрален клас A, F или G.
Яслите се наблюдават най-лесно през пролетта, когато съзвездието Рак се издига на голяма височина над хоризонта. Ъгловият му диаметър е около 95', което съответства на зрителното поле на бинокъл или малък телескоп.

## Митология
Древните гърци и римляни, за които купът е изглеждал като мъгляво петно, са го оприличавали на ясла, от която се хранят магаретата, (звездите {\displaystyle \gamma } и {\displaystyle \delta } Рак), яздени от Дионис и неговите спътници силените в битката с титаните.

## Наблюдения
Първи Галилей е провел телескопични наблюдения на купа, като е отделил около 30 звезди. След точно измерване на положението му на небето, през 1755 Шарл Месие ги е добавил в каталога си.
Наблюдавани са около 200 гравитационно свързани с купа звезди, и още около 150 в близката околоност. Интегралната му звездна величина е 3.5, а най-ярките сини звезди в него са от 6.0 видима звездна величина. Яслите са едни
от най-старите и големи познати разсеяни звездни купове.